# تيس برادي
تيس برادي (بالإنجليزية: Tess Brady)‏ هي كاتبة ومحاورة ومقدمة برامج أسترالية، ولدت في 1948 م.